# 体験ギフト
体験ギフト（たいけんギフト。エクスペリエンスギフト、体験型ギフトとも）は、時計や洋服などのモノではなく、乗馬、カヌー、陶芸、フラワーレッスン、クルージング、スパなどの体験を贈ることのできるギフト。近年、儀礼的な要素の強いギフトは時代の流れとともに縮小傾向にある中で、主にカジュアルな用途で贈られるプレゼントして注目され規模を拡大している。一般的なモノの商品や汎用的なサービスではなく、「体験」という新たなサービスを通じて、従来味わえなかった満足感や経済的価値を提供するサービスが喜ばれている。特に昨今は、ギフトオケージョンごとにより特化した体験ギフトが増えている。母の日にはスパ体験やリラックスできる体験、父の日にはシャツがつくれる体験や新しい趣味を見つけられるような体験、敬老の日には温泉や食事、結婚祝いには夫婦二人で体験できるもの、出産祝いには子供と一緒にできる体験など、シーンに合わせた体験ギフトが増えている。

## 概要
1990年代にイギリスで生まれ、現在は巨大なギフト市場における急成長セグメントの一つとなっている。日本では2005年にソウ・エクスペリエンス(株)が体験ギフト事業を開始、2007年に「贈る一休」（(株)一休）が開設、2010年には「EXETIME」（(株)ユナイテッドスペース）が発行された。その後も事業者は増え、市場は拡大を続けている。